# Montclar (Droma)
Montclar-sur-Gervanne és un municipi francès situat al departament de la Droma i a la regió d'Alvèrnia-Roine-Alps. L'any 2007 tenia 188 habitants.

## Demografia

### Població
El 2007 la població de fet de Montclar-sur-Gervanne era de 188 persones. Hi havia 83 famílies de les quals 29 eren unipersonals (21 homes vivint sols i 8 dones vivint soles), 33 parelles sense fills i 21 parelles amb fills.
La població ha evolucionat segons el següent gràfic:
Habitants censats

### Habitatges
El 2007 hi havia 131 habitatges, 84 eren l'habitatge principal de la família, 43 eren segones residències i 5 estaven desocupats. 124 eren cases i 6 eren apartaments. Dels 84 habitatges principals, 60 estaven ocupats pels seus propietaris, 16 estaven llogats i ocupats pels llogaters i 7 estaven cedits a títol gratuït; 6 tenien dues cambres, 23 en tenien tres, 20 en tenien quatre i 35 en tenien cinc o més. 53 habitatges disposaven pel capbaix d'una plaça de pàrquing. A 28 habitatges hi havia un automòbil i a 48 n'hi havia dos o més.

### Piràmide de població
La piràmide de població per edats i sexe el 2009 era:
| Homes | Edats   | Dones |
| ----- | ------- | ----- |
| 0     | 95 o +  | 0     |
| 0     | 90 a 94 | 0     |
| 0     | 85 a 89 | 0     |
| 4     | 80 a 84 | 0     |
| 4     | 75 a 79 | 0     |
| 4     | 70 a 74 | 4     |
| 0     | 65 a 69 | 4     |
| 0     | 60 a 64 | 4     |
| 8     | 55 a 59 | 8     |
| 12    | 50 a 54 | 4     |
| 12    | 45 a 49 | 16    |
| 0     | 40 a 44 | 12    |
| 4     | 35 a 39 | 0     |
| 8     | 30 a 34 | 4     |
| 4     | 25 a 29 | 4     |
| 0     | 20 a 24 | 4     |
| 4     | 15 a 19 | 0     |
| 4     | 10 a 14 | 0     |
| 4     | 5 a 9   | 0     |
| 8     | 0 a 4   | 0     |

## Economia
El 2007 la població en edat de treballar era de 124 persones, 94 eren actives i 30 eren inactives. De les 94 persones actives 83 estaven ocupades (41 homes i 42 dones) i 11 estaven aturades (7 homes i 4 dones). De les 30 persones inactives 15 estaven jubilades, 7 estaven estudiant i 8 estaven classificades com a «altres inactius».

### Ingressos
El 2009 a Montclar-sur-Gervanne hi havia 82 unitats fiscals que integraven 174 persones, la mediana anual d'ingressos fiscals per persona era de 16.132 €.

### Activitats econòmiques
Dels 6 establiments que hi havia el 2007, 2 eren d'empreses extractives, 2 d'empreses de fabricació d'altres productes industrials i 2 d'empreses de construcció.
Dels 2 establiments de servei als particulars que hi havia el 2009, 1 era una lampisteria i 1 electricista.
L'any 2000 a Montclar-sur-Gervanne hi havia 14 explotacions agrícoles que ocupaven un total de 322 hectàrees.

## Poblacions més properes
El següent diagrama mostra les poblacions més properes.